# Gonomyia sana
Gonomyia sana är en tvåvingeart som beskrevs av Alexander 1936. Gonomyia sana ingår i släktet Gonomyia och familjen småharkrankar.
Artens utbredningsområde är Paraguay. Inga underarter finns listade i Catalogue of Life.